# Vòng loại Giải vô địch bóng đá nữ U-16 châu Á 2009
Vòng loại Giải vô địch bóng đá nữ U-16 châu Á 2009 diễn ra tại Kuala Lumpur, Malaysia từ 8 tới 17 tháng 11 năm 2008 nhằm chọn ra các đội tuyển tham dự vòng chung kết.

## Vòng bảng

### Bảng A
Các trận đấu diễn ra tại Sân vận động MBPJ, Kuala Lumpur, Malaysia.
| Đội         | Đ  | Tr | T | H | B | BT | BB | HS  |
| ----------- | -- | -- | - | - | - | -- | -- | --- |
| Úc          | 12 | 4  | 4 | 0 | 0 | 43 | 0  | +43 |
| Thái Lan    | 7  | 4  | 2 | 1 | 1 | 22 | 3  | +19 |
| Myanmar     | 7  | 4  | 2 | 1 | 1 | 18 | 5  | +13 |
| Philippines | 3  | 4  | 1 | 0 | 3 | 3  | 35 | −32 |
| Singapore   | 0  | 4  | 0 | 0 | 4 | 1  | 44 | −43 |

| Singapore | 0–17    | Úc |
| --------- | ------- | --- |
|           | Báo cáo | Searl 9' · Hatzirodos 11', 35', 6?' · Foord 17', 21', 24', 3?', 50', 78' · Allen 19', 41' · Wallace 68', 84', 89' · Azeman 74' (l.n.) · Stott 87' |

| Thái Lan       | 1–1     | Myanmar              |
| -------------- | ------- | -------------------- |
| Cumpinij 90+1' | Báo cáo | Ngwe Swe Tar Yar 19' |

| Úc                                             | 4–0     | Myanmar |
| ---------------------------------------------- | ------- | ------- |
| Kerr 3' · Andrews 48' · Allen 60' · Bolger 74' | Báo cáo |         |

| Singapore     | 1–3     | Philippines                                          |
| ------------- | ------- | ---------------------------------------------------- |
| Noor Aziz 68' | Báo cáo | Constantino 6' · De Los Reyes 59' · Navea-Huff 90+1' |

| Myanmar | 11–0    | Singapore |
| --- | ------- | --------- |
| Hla Yin Win 14', 18', 25', 50', 65' · Hto Ray Zar 16' · Ngwe Swe Tar Yar 30', 58', 76', 81' · Htet Thaigi Aye 44' | Báo cáo |           |

| Philippines | 0–8     | Thái Lan                                                                                                   |
| ----------- | ------- | --- |
|             | Báo cáo | Tanasan 23' · Boontan 37' · Pra-ang 39', 72' · Kham-uan 54' · Kongthip 57' · Promwang 84' · Cumpinij 90+2' |

| Philippines | 0–20    | Úc |
| ----------- | ------- | --- |
|             | Báo cáo | Stott 14', 32' · Foord 17', 34', 45' · Wallace 23', 42' · Kennedy 30', 88' · Hatzirodos 44', 49', 8?' · Whitfield 54', 65', 81' · Gibbons 59' · Searl 61' · Andrews 64', 73', 90+2' |

| Thái Lan | 13–0    | Singapore |
| --- | ------- | --------- |
| Kongthip 11', 16', 21', 23', 48' · Bunterngjai 25' · Sripheng 39' · Cumpinij 50', 86' · Pra-ang 53', 8?' · Hotaisong 78', 90+1' | Báo cáo |           |

| Myanmar                                                                                         | 6–0     | Philippines |
| ----------------------------------------------------------------------------------------------- | ------- | ----------- |
| Hla Yin Win 14', 3?' · Ferida Saw Su Htwe 24' · Htet Thaigi Aye 28', 33' · Ngwe Swe Tar Yar 81' | Báo cáo |             |

| Úc                           | 2–0     | Thái Lan |
| ---------------------------- | ------- | -------- |
| van Egmond 49' · Andrews 89' | Báo cáo |          |

### Bảng B
Các trận đấu diễn ra tại Sân vận động KLFA, Kuala Lumpur, Malaysia.
| Đội               | Đ | Tr | T | H | B | BT | BB | HS  |
| ----------------- | - | -- | - | - | - | -- | -- | --- |
| Trung Quốc        | 9 | 3  | 3 | 0 | 0 | 16 | 1  | +15 |
| Đài Bắc Trung Hoa | 6 | 3  | 2 | 0 | 1 | 4  | 7  | −3  |
| Ấn Độ             | 3 | 3  | 1 | 0 | 2 | 4  | 4  | 0   |
| Uzbekistan        | 0 | 3  | 0 | 0 | 3 | 1  | 13 | −12 |

| Đài Bắc Trung Hoa | 1–6     | Trung Quốc                                                                           |
| ----------------- | ------- | ------------------------------------------------------------------------------------ |
| Yang Ching 14'    | Báo cáo | Trương Cật Lệ 24' · Triệu Tuyết 34' · Nghê Mộng Tiệp 52', 69', 87' · Vương Sương 83' |

| Ấn Độ                                            | 3–1     | Uzbekistan         |
| ------------------------------------------------ | ------- | ------------------ |
| Premi Devi 32' · Elangbam 86' · Devi Salam 90+2' | Báo cáo | Selime Gugueva 41' |

| Đài Bắc Trung Hoa | 1–0     | Uzbekistan |
| ----------------- | ------- | ---------- |
| Yang Shu-ting 30' | Báo cáo |            |

| Trung Quốc        | 1–0     | Ấn Độ |
| ----------------- | ------- | ----- |
| Trương Cật Lệ 34' | Báo cáo |       |

| Uzbekistan | 0–9     | Trung Quốc |
| ---------- | ------- | --- |
|            | Báo cáo | Triệu Tuyết 22', 76' · Han Yuan 33' · Sun Shuyi 38' · Lý Hướng 57' · Tôn Văn 58' · Su Xin 71' · Jamolova 79' (l.n.) · Tiết Kiều 90+1' |

| Đài Bắc Trung Hoa                    | 2–1     | Ấn Độ       |
| ------------------------------------ | ------- | ----------- |
| Sung Hui-ling 24' · Yang Ching 90+1' | Báo cáo | Jabamani 6' |

### Xếp hạng đội thứ ba
Thành tích của Myanmar trước đội cuối bảng là Singapore không được tính.
| Đội     | Đ | Tr | T | H | B | BT | BB | HS |
| ------- | - | -- | - | - | - | -- | -- | -- |
| Myanmar | 4 | 3  | 1 | 1 | 1 | 7  | 5  | +2 |
| Ấn Độ   | 3 | 3  | 1 | 0 | 2 | 4  | 4  | 0  |